# Stenospermation parvum
Stenospermation parvum är en kallaväxtart som beskrevs av Thomas Bernard Croat och A.Gomez. Stenospermation parvum ingår i släktet Stenospermation och familjen kallaväxter.
Artens utbredningsområde är Ecuador. Inga underarter finns listade.